# Soldiers of Love
Soldiers of Love is een nummer van Liliane Saint-Pierre. Het was tevens het nummer waarmee ze België vertegenwoordigde op het Eurovisiesongfestival 1987 in eigen land, in Brussel. Daar werd ze elfde, met 56 punten.
De Strangers parodieerden dit lied in 1987 als Eieren of Joeng.

## Resultaat
| Plaats | Land        | Artiest              | Lied             | Punten |
| ------ | ----------- | -------------------- | ---------------- | ------ |
| 10     | Griekenland | Bang                 | Stop!            | 64     |
| 11     | België      | Liliane Saint-Pierre | Soldiers of Love | 56     |
| 12     | Zweden      | Lotta Engberg        | Boogaloo         | 50     |